# نانسی لاکور
نانسی اس. لاکور (متولد آلبانی، نیویورک) یک دریاسالار سه‌ستاره است که به‌عنوان رئیس نیروی ذخیره نیروی دریایی ایالات متحده خدمت می‌کند. او پیش‌تر از ۲۰۲۲ تا ۲۰۲۴ به‌عنوان نود و سومین فرمانده ناحیه دریایی واشینگتن فعالیت داشت. همچنین، وی مدیر برنامه مشارکت دریایی در نیروهای دریایی ایالات متحده در بخش اروپایی-آفریقایی ناوگان ششم ایالات متحده بوده و به‌طور هم‌زمان به‌عنوان معاون فرمانده ناوگان ششم ایالات متحده در ناپل، ایتالیا خدمت کرده است.

## حرفه
لاکور در سال ۱۹۹۰ از کالج هولی کراس با مدرک کارشناسی هنر فارغ‌التحصیل شد و از طریق برنامه سپاه آموزش افسران ذخیره نیروی دریایی کمیسیون خود را دریافت کرد. او مدرک کارشناسی ارشد هنر را از دانشگاه ایالتی سن دیگو دریافت کرده و دانش‌آموخته کالج فرماندهی و ستاد نیروی هوایی و دانشگاه دفاع ملی در کالج ستاد نیروهای مشترک است. او در سال ۱۹۹۳ به‌عنوان یک خلبان نیروی دریایی منصوب شد.
دوره‌های پروازی او شامل خدمت در اسکادران‌های پشتیبانی رزمی هلیکوپتری ۸ در نورفک، ویرجینیا و ۳ در سن دیگو، کالیفرنیا، و همچنین فرماندهی بال هلیکوپتر تاکتیکی اقیانوس آرام بوده است. او در سال ۲۰۰۰ به نیروی ذخیره نیروی دریایی پیوست.
وظایف ستادی لاکور شامل خدمت در نیروی ذخیره بال‌های هوایی نیروی دریایی اقیانوس آرام در سن دیگو، کالیفرنیا، و نیروی ذخیره فرماندهی ناوگان آبی-خاکی ۴، یگان ۱۰۴ در بسمر، آلاباما بوده است. او به‌عنوان افسر اجرایی یگان ۲۱۸۶ کنترل هوایی تاکتیکی نیروی ذخیره و فرماندهی نیروی ذخیره آموزش نیروی ضربتی آتلانتیک خدمت کرده و همچنین افسر ارشد ستاد برای فرماندهی نیروی ذخیره ناوگان دوم ایالات متحده، فرماندهی مشترک اجزای هوایی بوده است. وی در سال‌های ۲۰۱۱ تا ۲۰۱۲ به‌عنوان رئیس مشارکت کلیدی فرماندهی در ستاد نیروی بین‌المللی کمک به امنیت در کابل، افغانستان اعزام شد.
دوره‌های فرماندهی او شامل فرماندهی یگان ۴۰ ناوشکن نیروی ذخیره در جکسون‌ویل، فلوریدا؛ فرماندهی نیروی ذخیره برنامه مشارکت دریایی نیروهای دریایی ایالات متحده در اروپا-آفریقا/ناوگان ششم ایالات متحده، یگان ۴۱۳ در دیترویت، میشیگان و فرماندهی ستاد عملیات دریایی و هوایی نیروی ذخیره ناوگان نیروهای ایالات متحده در نورفک، ویرجینیا بوده است. وی در سال ۲۰۱۷ به‌عنوان افسر ارشد ستاد نیروی ذخیره در ناوگان نیروهای ایالات متحده خدمت کرد و از آنجا برای فرماندهی اردوگاه لمونیه در جیبوتی اعزام شد.
لاکور در سال ۲۰۱۸ به درجه دریابان ارتقا یافت. او در ۱ اکتبر ۲۰۲۱ به درجه دریابان ارتقا پیدا کرد. در مارس ۲۰۲۲، لاکور به‌عنوان فرمانده ناحیه دریایی واشینگتن منصوب شد و جایگزین مایکل استفن گردید. او در ۱۰ ژوئن ۲۰۲۲ فرماندهی را بر عهده گرفت.
در مه ۲۰۲۴، لاکور برای ارتقا به درجه دریاسالار سه‌ستاره و انتصاب به‌عنوان رئیس نیروی ذخیره نیروی دریایی ایالات متحده نامزد شد.

## فعالیت‌ها
پس از بازگشت از افغانستان در سال ۲۰۱۲، او به‌عنوان داوطلب در سازمان غیرانتفاعی «Wounded Wear» در چساپیک که به خانواده‌های نظامیان کشته یا مجروح کمک می‌کند، فعالیت خود را آغاز کرد. او بعدها به هیئت‌مدیره این سازمان پیوست.
لاکور به‌خاطر فعالیت‌های آگاهی‌بخشی‌اش شناخته می‌شود. در سال ۲۰۱۴، او برنامه «Valor Knows No Gender: Run to Remember» را بنیان گذاشت که شامل دوی ۱۶۰ مایلی در ۱۶۰ ساعت برای گرامی‌داشت ۱۶۰ زن که در حین خدمت در عراق و افغانستان جان باخته بودند، بود. در سال ۲۰۱۸، او در رویداد «Women's Panel Event» در جیبوتی که به مناسبت ماه تاریخ زنان و روز جهانی زنان برگزار شد، شرکت کرد.

## نشان‌ها و افتخارات
افتخارات شخصی او شامل لژیون افتخار، مدال خدمات شایسته دفاعی، مدال خدمات شایسته نیروی دریایی، مدال ستایش نیروی دریایی، مدال دستاورد نیروی دریایی و سایر نشان‌های مأموریتی و تقدیرنامه‌های واحدی است. او تقریباً ۱۳۰۰ ساعت پرواز در هواپیماهای نظامی داشته است.

## زندگی شخصی
نانسی لاکور متأهل است و ۶ فرزند دارد - ۵ دختر و یک پسر.